# Gehrenmühle
Gehrenmühle ist ein Gemeindeteil des Marktes Seinsheim im Landkreis Kitzingen (Unterfranken, Bayern). Gehrenmühle liegt in der Gemarkung Wässerndorf.

## Geografische Lage
Die Einöde liegt an der Iff, einem linken Zufluss des Breitbachs, und ist allseits von Acker- und Grünland umgeben. Eine Gemeindeverbindungsstraße führt entlang der Iff an der Lungenmühle vorbei nach Wässerndorf (0,8 km nördlich) bzw. nach Winkelmühle (0,8 km südöstlich).

## Geschichte
Gehrenmühle gehörte ursprünglich zur Realgemeinde Wässerndorf und unterstand wie diese dem schwarzenbergischen Amt Wässerndorf, das das Hoch- und Niedergericht ausübte.
Mit dem Gemeindeedikt (frühes 19. Jahrhundert) wurde Gehrenmühle dem Steuerdistrikt Gnötzheim und der Ruralgemeinde Wässerndorf zugewiesen. Im Zuge der Gebietsreform in Bayern wurde Gehrenmühle am 1. Mai 1978 nach Seinsheim eingemeindet.

### Einwohnerentwicklung
| Jahr      | 001818 | 001836 | 001840 | 001861 | 001871 | 001885 | 001900 | 001925 | 001950 | 001961 | 001970 | 001987 |
| Einwohner | 7      | 6      | 6      | *      | 8      | 6      | 9      | 12     | 11     | 6      | 7      | 3      |
| Häuser    | 1      | 1      | 1      |        |        | 2      | 2      | 1      | 1      | 1      |        | 1      |
| Quelle    | [ 6 ]  | [ 10 ] | [ 11 ] | [ 12 ] | [ 13 ] | [ 14 ] | [ 15 ] | [ 16 ] | [ 17 ] | [ 18 ] | [ 19 ] | [ 1 ]  |

## Religion
Gehrenmühle ist römisch-katholisch geprägt und bis heute nach St. Peter und Paul (Seinsheim) gepfarrt.